# Utting am Ammersee
Utting am Ammersee – miejscowość i gmina w Niemczech, w kraju związkowym Bawaria, w rejencji Górna Bawaria, w regionie Monachium, w powiecie Landsberg am Lech. Leży około 15 km na wschód od Landsberg am Lech, nad jeziorem Ammersee, przy linii kolejowej Augsburg – Weilheim in Oberbayern.

## Dzielnice
- Achselschwang
- Holzhausen
- Utting am Ammersee

## Demografia
| Rok  | Liczba mieszk. |
| ---- | -------------- |
| 1970 | 2 652          |
| 1987 | 2 933          |
| 2000 | 3 759          |
| 2005 | 3 989          |
| 2006 | 4 005          |

### Struktura wiekowa
Dane o ludności z 31 grudnia 2008:
| Opis                                | Ogółem | Ogółem | Kobiety | Kobiety | Mężczyźni | Mężczyźni |
| ----------------------------------- | ------ | ------ | ------- | ------- | --------- | --------- |
| Jednostka                           | osób   | %      | osób    | %       | osób      | %         |
| Populacja                           | 4228   | 100    | 2128    | 50,33   | 2100      | 49,67     |
| Wiek przedprodukcyjny (0–17 lat)    | 823    | 19,47  | 393     | 9,3     | 430       | 10,17     |
| Wiek produkcyjny (18–65 lat)        | 2612   | 61,78  | 1294    | 30,61   | 1318      | 31,17     |
| Wiek poprodukcyjny (powyżej 65 lat) | 793    | 18,76  | 441     | 10,43   | 352       | 8,33      |

## Polityka
Wójtem gminy jest Josef Lutzenberger, wcześniej urząd ten obejmował Ottmar Mayr, rada gminy składa się z 16 osób.
|      | CSU | SPD | Zieloni/AL | FWG | LWG | Razem |
| 2008 | 5   | 2   | 5          | 3   | 1   | 16    |
| 2002 | 7   | 2   | 4          | 2   | 1   | 16    |